# Kinne-Kleva
Kinne-Kleva is een plaats in de gemeente Götene in het landschap Västergötland en de provincie Västra Götalands län in Zweden. De plaats heeft 91 inwoners (2005) en een oppervlakte van 42 hectare.